# Ninian Sanderson
Pour les articles homonymes, voir Sanderson.
Ninian Sanderson, né le 14 mai 1925 à Glasgow où il est mort le 1er octobre 1985, est un pilote de course automobile écossais qui remporte les 24 Heures du Mans 1956.

## Biographie
Concessionnaire automobile à Glasgow, Ninian Sanderson commence la compétition durant la deuxième moitié de la saison 1952 sur Cooper. Il est alors pilote usine pour l'Ecurie Ecosse (avec laquelle il aura des liens prolongés, jusqu'aux 24 Heures du Mans 1961), et il remporte la victoire finale aux 24 Heures du Mans 1956. Son coéquipier sur la Jaguar D-Type est à l'époque son compatriote écossais Ron Flockhart. En 1957, il termine encore deuxième au Mans, cette fois avec John Lawrence. Sa carrière s'arrête après l'édition 1963 des 24 Heures, disputée sur l'AC Cobra Daytona.
Il remporte entretemps quelques autres courses internationales de voitures de sport, telles Zandvoort International 2L. en 1954, Aintree International en 1955, ou encore le Grand Prix de Spa-Francorchamps en 1956, le tout sur Jaguar C-type XKC, et il finit deuxième des 9 Heures de Goodwood en 1955. Avec Flockhart, il est également quatrième des 12 Heures de Reims la saison suivante.
Sanderson est décédé en 1985 d'un cancer. On retiendra de lui un grand nombre de facéties et de gags.

## Résultats aux 24 Heures du Mans

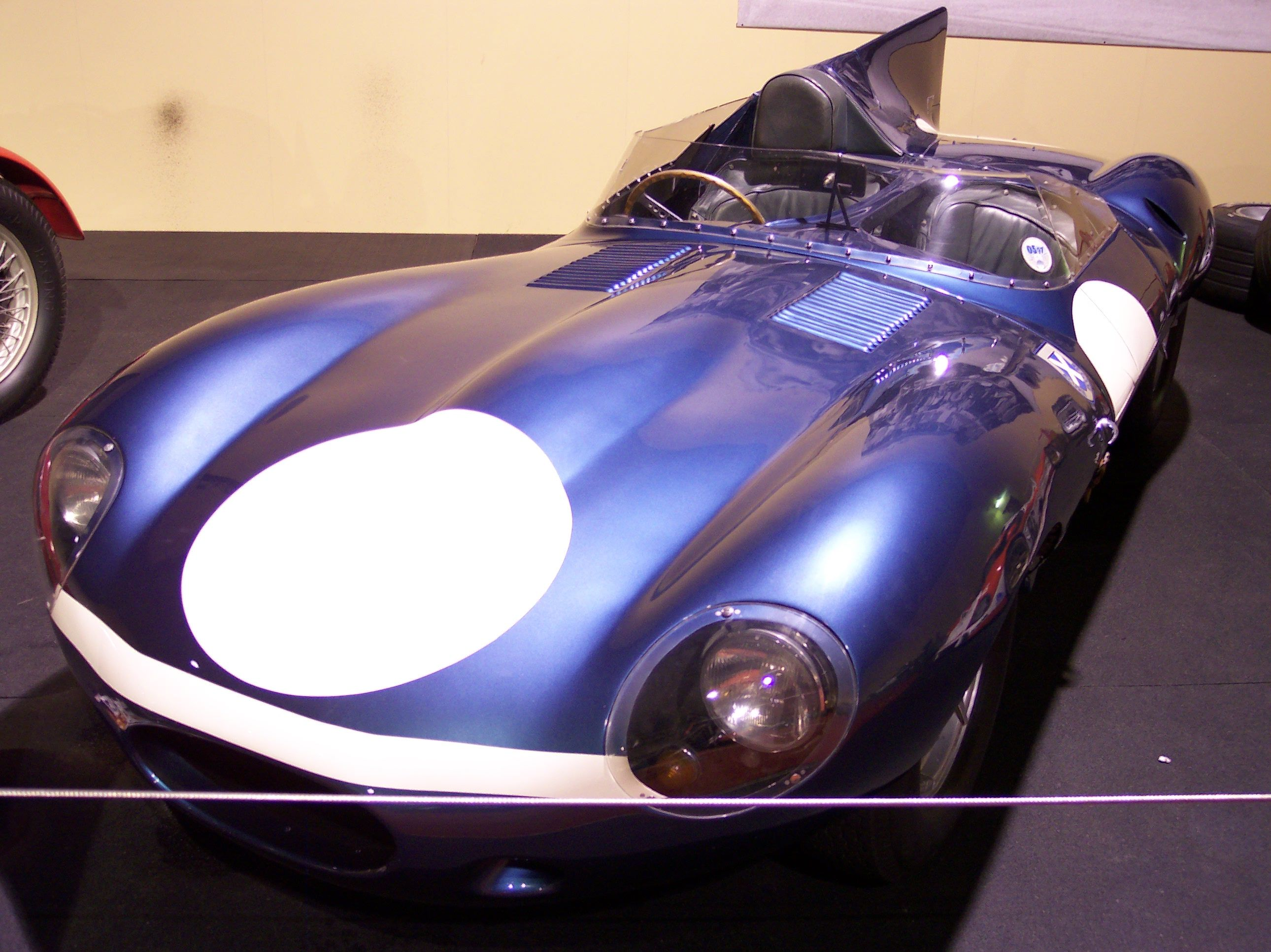
La Jaguar XKD 606 3.4L I6 de l'équipage vainqueur en 1956 des 24 Heures du Mans, Sanderson et Flockhart.

| Année | Voiture                      | Équipe                    | Équipiers         | Résultat   |
| ----- | ---------------------------- | ------------------------- | ----------------- | ---------- |
| 1955  | Triumph TR2                  | Standard Triumph Ltd.     | Robert Dickson    | 14e        |
| 1956  | Jaguar D-Type                | Ecurie Ecosse             | Ron Flockhart     | Vainqueur  |
| 1957  | Jaguar D-Type                | Ecurie Ecosse             | John Lawrence     | 2e         |
| 1958  | Jaguar D-Type                | Ecurie Ecosse             | John Lawrence     | Abandon    |
| 1959  | Triumph TR3S                 | Standard Triumph          | Claude Dubois     | Abandon    |
| 1960  | Triumph TR4S                 | Standard Triumph          | Peter Bolton (de) | Non classé |
| 1961  | Austin-Healey Sprite Sebring | Ecurie Ecosse             | Alan McKay        | Abandon    |
| 1962  | TVR Grantura                 | TVR Cars                  | Peter Bolton (de) | Abandon    |
| 1963  | AC Cobra Hardtop             | AC Cars Ltd. / W. Hurlock | Peter Bolton (de) | 7e         |